# (25) Focea
(25) Focea es un asteroide perteneciente al cinturón de asteroides descubierto por Jean Chacornac el 6 de abril de 1853 desde el observatorio de Marsella, Francia.
Está nombrado por la antigua ciudad jonia de Focea.
Da nombre a la familia asteroidal de Focea.

## Características orbitales
Focea está situado a una distancia media de 2,399 ua del Sol, pudiendo acercarse hasta 1,786 ua. Su inclinación orbital es 21,59° y la excentricidad 0,2556. Emplea 1358 días en completar una órbita alrededor del Sol.